# DynaTac 8000

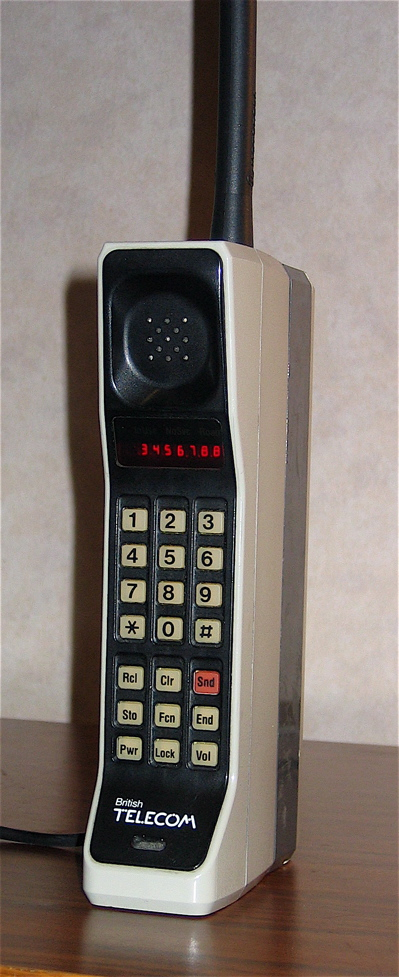
Motorola DynaTAC version 8000X, téléphone mobile à la norme AMPS.

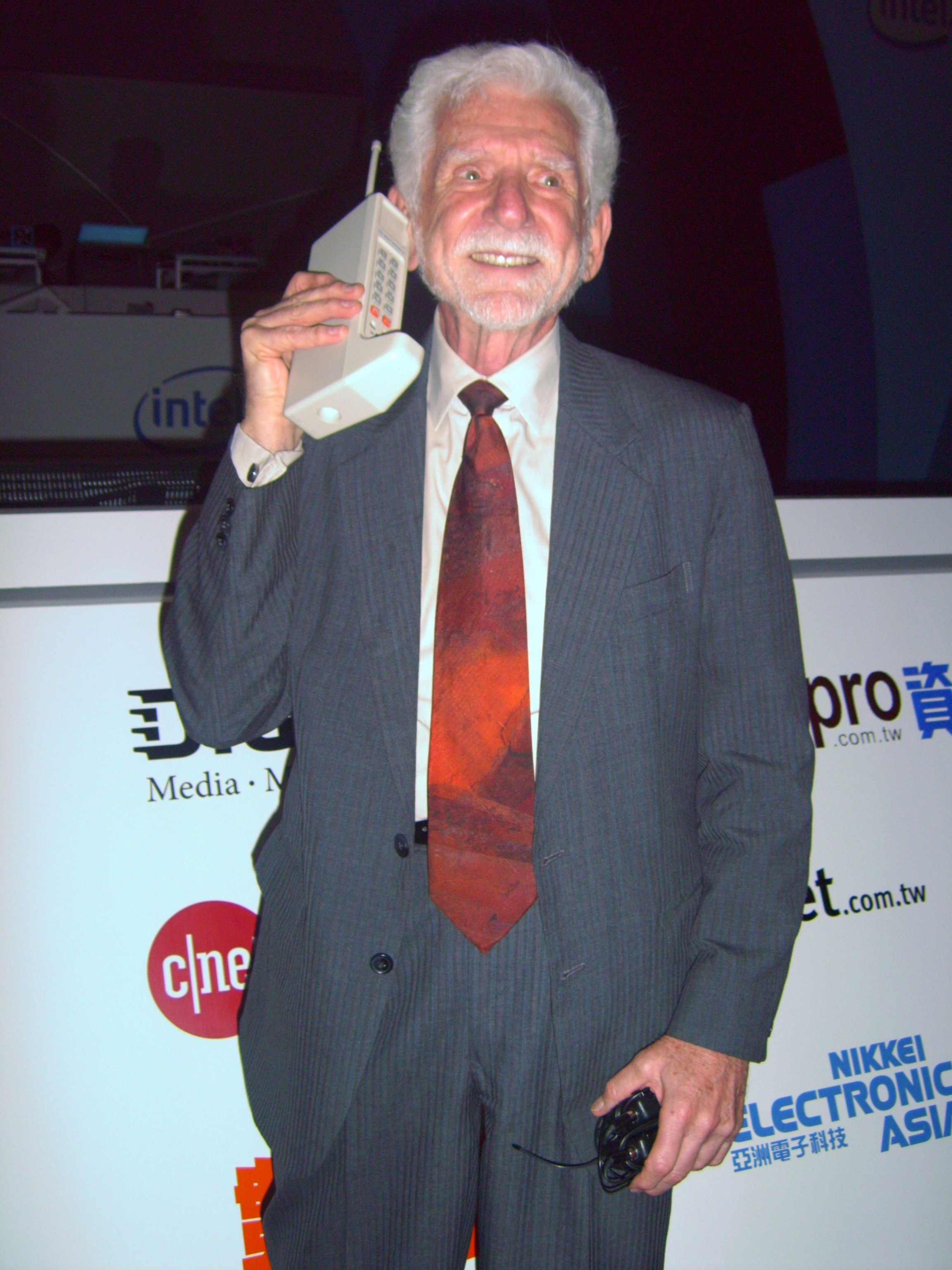
L'inventeur Martin Cooper présente le nouveau téléphone. (Scène reconstituée en 2007.)

Le DynaTac 8000, sorti en 1983 par le fabricant américain Motorola, est le tout premier téléphone mobile portable au monde. DynaTAC est une abréviation de Dynamic Total Area Control.

## Historique
Le premier DynaTac a été inventé et testé dès 1973 par le docteur Martin Cooper de Motorola. C'est lui qui a passé le premier appel à New York avec ce téléphone révolutionnaire. Le DynaTAC 8000 a été commercialisé à grande échelle à partir de 1983 sur le réseau d'AT&T aux États-Unis.
Plusieurs modèles suivent, en commençant en 1985 avec le 8000s, et en poursuivant avec des évolutions périodiques de fréquence croissante jusqu'au Classic II de 1993. Le DynaTAC est remplacé dans la plupart de ses usages par le Motorola MicroTAC, quand ce dernier sort en 1989, et au moment de la sortie du modèle Motorola StarTAC en 1996, nettement plus portable, il devient obsolète. 

## Description
Le DynaTac 8000 pèse 783 grammes pour 25 centimètres de longueur et son antenne mesure 13,5 centimètres ; sa batterie offre une heure d'autonomie pour presque dix heures de chargement. Le prix de vente à sa sortie en 1983 est de 3 995 dollars.
Il existe en trois coloris : gris sombre, gris et blanc et blanc crème. Sa coque est constituée principalement de métal coloré et de plastique.

## Cible
Dans sa publicité pour le DynaTAC, Motorola vise uniquement le marché des professionnels et des entrepreneurs : avec un prix de lancement équivalent à 10 549,61 $ , il est très onéreux, ce qui le rend inaccessible pour la plupart des particuliers.